# Пфау, Людвиг
Карл Людвиг Пфау (нем.  Karl Ludwig Pfau; 25 августа 1821, Хайльбронн — 12 апреля 1894, Штутгарт, Германская империя) — немецкий лирический поэт, прозаик, переводчик и критик. Революционер. Почётный гражданин г. Хайльбронна.

## Биография
Первый сборник стихотворений издан им в 1846 г. (Франкфурт-на-Майне). В 1848 г. принимал активное участие в революции в Бадене, как агитатор и журналист. Издавал и редактировал сатирический журнал «Уленшпигель» («Eulenspiegel») Государственного комитета Вюрттемберга и напечатал «Stimmen der Zeit» (1848).
После поражения революции, был приговорён к 22-летнему заключению, но бежал в Швейцарию.
В изгнании написал «Deutsche Sonette auf das Jahr 1850» (Цюрих, 1849). Переселившись в 1852 году в Париж, Л. Пфау много переводил с французского на немецкий язык (в том числе, Лашамбоди, К. Тилье, Прудона). Занимался искусствоведческой деятельностью. Собрание философско-исторических статей Л. Пфау по художественно-литературной критике вышло под заглавием «Freie Studien» (Штутгарт, 1866). Лучшие из них — «Die Kunst im Staat» (3 изд., 1888) и «Die zeitgenössische Kunst in Belgien».
В 1865 году вернулся в Германию и поселился в Штутгарте. До конца жизни оставался ярым противником Пруссии и военной политики Бисмарка. За нападки на прусское художественное управление был приговорён в 1876 году к трехмесячному заключению в одиночной камере. Был одним из основателей Народной партии Баден-Вюртемберга.
Первое полное собрание стихотворений Л. Пфау (Штутгарт, 1874; 4 изд. 1889), включало его политическую и чисто поэтическую лирику. При изяществе языка и формы, лирические произведения Л. Пфау соединяют в себе простоту народной песни с искренностью чувства. Немалую роль играет в них и сатирический элемент.
Позднейшие произведения Л. Пфау: «Kunstgewerbliche Musterbilder aus der Wiener Weltausstellung» (Штутгарт, 1874), «Kunst und Gewerbestudien» (там же, 1877), «Das Ulmer Münsterjubilaum» (Ульм, 1878), собрание эстетических статей под заглавием «Kunst und Kritik» (Штутгарт, 1888) и др.
Умер за рабочим столом от инсульта.

## Избранные произведения
- Gedichte, 1847.
- Stimmen der Zeit. Vierunddreißig alte und neue Gedichte, 1848.
- Sonette für das deutsche Volk auf das Jahr 1850, 1851.
- Ein Beitrag zur Lösung der deutschen Frage, 1864.
- Freie Studien, 1866.
- Kunstgewerbliche Musterbilder aus der Wiener Weltausstellung, 1874.
- Das preußische Regiment, 1877.
- Kunst und Gewerbe, 1877.
- Theokratisches Kirchenthum und autokratische Justiz. Ein Gotteslästerungs-Prozess vor dem * * Schwurgericht in Esslingen, 1877.
- Historisch-philosophische Betrachtungen eines Reichswählers, 1881.
- Ausgewählte Werke, 1884.
- Zur Charakteristik des Herrn Lübke, 1884.
- Der Pressprozess des «Staatsanzeiger für Württemberg» gegen Ludwig Pfau, 1885.
- Politisches und Polemisches. Aus den nachgelassenen Schriften von Ludwig Pfau, hrsg. v. Ernst Ziel, 1895.
- Ausgewählte Gedichte, hrsg. v. Ernst Ziel, 1898.